# Alex Cappa
Alex Cappa (geboren am 27. Januar 1995 in Dublin, Kalifornien) ist ein US-amerikanischer American-Football-Spieler auf der Position des Guards. Er spielte College Football für die Humboldt State University in der NCAA Division II und steht seit 2025 bei den Las Vegas Raiders in der National Football League (NFL) unter Vertrag. Zuvor spielte Cappa von 2018 bis 2021 für die Tampa Bay Buccaneers, mit denen er den Super Bowl LV gewann, und von 2022 bis 2024 für die Cincinnati Bengals.

## College
Cappa besuchte die Highschool in seiner kalifornischen Heimatstadt Dublin und spielte dort Football bis 2011 als Defensive Lineman, anschließend in der Offense. Ab 2013 ging er auf die Humboldt State University und spielte dort College Football für die Humboldt State Lumberjacks in der NCAA Division II. Nach einem Redshirtjahr spielte Cappa vier Jahre lang für die Lumberjacks und wurde in allen vier Jahren zum Offensive Lineman of the Year in der Great Northwest Athletic Conference gewählt.

## NFL
Cappa wurde im NFL Draft 2018 in der dritten Runde an 94. Stelle von den Tampa Bay Buccaneers ausgewählt. Cappa war der am frühesten ausgewählte Spieler von seinem College, der erste in einem Draft ausgewählte Spieler von Humboldt State seit 1992 und zugleich der letzte ausgewählte Spieler seines Colleges, das nach der Saison 2018 sein Footballprogramm einstellte. Als Rookie kam er als Ersatzspieler zu Einsätzen in sechs Partien. Da Caleb Benenoch als Starter auf der Position des Right Guards 2018 nicht hatte überzeugen können, konnte Cappa sich in der Vorbereitung auf die Saison 2019 gegen Earl Watford und Josh LeRibeus durchsetzen und ging als Stammspieler auf der Position des Right Guards in die Saison. Am fünften Spieltag brach Cappa sich bei der Niederlage gegen die New Orleans Saints im zweiten Viertel den linken Arm, spielte die Partie aber dennoch zu Ende. Daher verpasste er in den folgenden drei Wochen zwei Spiele, am neunten Spieltag konnte Cappa wieder auf dem Feld stehen. Zudem fehlte er am 14. Spieltag wegen einer Ellenbogenverletzung, insgesamt bestritt er 13 Partien als Starter.
In der Saison 2020 bestritt Cappa alle 16 Spiele der Regular Season als Starter und ließ dabei keinen Sack zu. Er zog mit den Buccaneers in die Play-offs ein. Dabei brach Cappa sich in der Wild-Card-Runde gegen das Washington Football Team einen Knöchel und fiel daher für den Rest der Saison aus. Er wurde in den folgenden Spielen durch Aaron Stinnie ersetzt und fehlte damit im Super Bowl LV, den die Buccaneers mit 31:9 gegen die Kansas City Chiefs gewannen. In der Saison 2021 war Cappa in allen 17 Partien der regulären Saison Stammspieler.
Im März 2022 unterschrieb Cappa einen Vierjahresvertrag im Wert von 35 Millionen US-Dollar bei den Cincinnati Bengals. Er bestritt in drei Jahren 50 Spiele als Starter für die Bengals. Am 3. März 2025 wurde Cappa von den Bengals entlassen. Zwei Tage später unterschrieb er einen Zweijahresvertrag über elf Millionen US-Dollar bei den Las Vegas Raiders.